# Museu Casa do Anhanguera
O Museu Casa do Anhanguera é uma casa bandeirista do século XVII. Esse patrimônio histórico foi restaurado e tombado pelo Instituto do Patrimônio Histórico e Artístico Nacional (IPHAN) em 1958.
O museu está localizado no Largo da Matriz, n° 19 em Santana de Parnaíba, que apresenta em seu conjunto arquitetônico um exemplo típico de residência bandeirista urbana, sendo a única do gênero no estado de São Paulo mantendo suas características arquitetônicas até hoje.
Construída em taipa de pilão e taipa de mão, presume-se que ali residiu o bandeirante Bartolomeu Bueno da Silva (o Anhanguera).

## História
O ex-presidente Washington Luiz pesquisou o movimento bandeirista em 1901, nos arquivos da municipalidade de São Paulo. Mais tarde, na década de 1920, como prefeito e depois governador do estado de São Paulo, mandou publicar dezenas de documentos de suas pesquisas. Tais publicações serviram de base para trabalhos fundamentais, elaborados três décadas depois.
Em 1956, Washington Luiz lança seu livro - Capitania de São Vicente. Mesmo depois de tantos anos de estudos e pesquisa sobre o Bandeirismo e principalmente sobre a entrada no Sertão, não foi possível fechar o tema. Sendo assim, estudantes que desejam aprofundar seus estudos nesta linha de pesquisa, irão encontrar as mesmas dificuldades. Nesse sentido, Goes (1991, p. 52) questiona a falta de um conceito sólido diferenciando “Entradas e Bandeiras”, mesmo porque o movimento dos Bandeirantes tem importância fundamental na formação de nossas fronteiras terrestres.
Segundo o historiador espanhol Ramón Blanco (apud Goes 1991, p. 53), reconhece-se que o movimento é extremamente confuso, ele gasta mais de quinhentas páginas para tentar provar que as Bandeiras eram movimentos militarizados, algo parecido com o exército com finalidade de capturar selvagens para serviços escravos.
A complexidade desse movimento assume papel diferente em lugares e tempos distintos, daí podemos verificar que a penetração territorial no sertão era feita em unidades militares e acompanhavam essas unidades juízes, padres, tabeliães e policiais. No caso de expedições fluviais chefiadas por Francisco de Mello Palheta, a mando do governador de Belém, subia em cinco embarcações os rios Amazonas e o Madeira, unindo-se com as frentes espanholas com a finalidade de desbravar o rio Guaporé.

### A importância de Santana de Parnaíba no desenvolvimento da cidade de São Paulo
Os bandeirantes utilizaram o rio tiete como seu principal ponto de referência e navegação, tinha como estratégia, dificultar à abertura de novas vias terrestre, o que tornava mais eficiente o controle do trânsito pela via fluvial, melhorando o patrulhamento das regiões auríferas, garantido de forma eficaz a segurança do ouro.
Em um contexto geral e histórico, no qual está inserido também Santana de Parnaíba, nos séculos XVII e XVIII, tivemos grandes transformações devidas dois fatores. Primeiro com a chegada da família Pires e posteriormente com o desenvolvimento promovido pela mão de obra escrava e indígena. Com o desenvolvimento vias urbanas de acesso a São Paulo Santana de Parnaíba tem sua situação econômica agravada, isso por que deixa de ser a principal via de acesso a São Paulo, daí o comércio em Santana enfraquece.
A situação só veio a melhorar com a construção da primeira usina hidrelétrica do país, a qual foi construída pela empresa canadense Railway, Light & Power Company Ltd., em 1901, que posteriormente passou a se chamar Usina Hidrelétrica Edgard de Souza.

## Conjunto arquitetônico
A casa é datada do século XVII e reconhecida como a única casa bandeirista urbana do estado de São Paulo. A casa se encontrava em estado de calamidade, pois havia sido abandonada e invadida por moradores de rua.
Há vários fatores que comprovam a veracidade das informações referentes à época da construção da casa. Em primeiro momento destaca-se por ser uma casa térrea, com telhado de três caídas com beirais nos telhados (conhecidos como cachorros) para não danificar a construção em épocas de chuva, a estrutura dos umbrais das portas e janelas com conversadeiras utilizando madeira de canela preta, a espessura e estruturas das paredes externas que foram construídas com taipa de pilão e as paredes internas com taipa de mão, e por fim um sótão que era utilizado para guardar mantimentos e outros utensílios que não eram utilizados frequentemente.
Para ser reconhecida como casa bandeirista urbana fez-se necessário preencher alguns requisitos, como não possuir uma capela e um quarto para receber viajantes, ambos os espaços anexados a casa, mas sem acesso a mesma. As casas bandeiristas rurais possuíam capelas pelo fato de os portugueses serem religiosos e estarem muito afastados, o que os impossibilitavam de frequentar a igreja constantemente.
No museu estão expostos alguns objetos pertinentes à época, a maioria deles doados pelos moradores da cidade. Entre os diversos objetos do museu, destaca-se a cama, por se tratar de um objeto de uso exclusivo da classe alta.
| {{{caption}}}           |
| Fundos, área do quintal |

| {{{caption}}} |
| Cozinha       |

| {{{caption}}}                           |
| Fachada, junto a praça da Igreja Matriz |